# 思い出にだかれて
「思い出にだかれて」（おもいでにだかれて）は小柳ルミ子の21枚目のシングル。1977年1月25日にワーナー・パイオニアから発売された。

## 収録曲
1. 思い出にだかれて (2分55秒)
作詞：橋本淳／作曲：佐瀬寿一／編曲：川口真
2. 東京の空の下で (3分36秒)
作詞：麻生香太郎／作曲：井上忠夫／編曲：森岡賢一郎